# Fatransko-tatranská oblast
Fatransko-tatranská oblast (slovensky Fatransko-tatranská oblasť, polsky Łańcuch Tatrzański), případně Tatransko-fatranské pásmo jádrových pohoří (v tektonice), je rozlehlá geomorfologická oblast Vnitřních Západních Karpat převážně na území Slovenska; částí Tater přesahuje do Polska. Začíná malou části v Rakousku, na pravém břehu Dunaje, táhne se od levého břehů Dunaje u Bratislavy nejdříve pásmem Malých Karpat, jejichž severovýchodní konec je od zbytku oblasti oddělen výběžkem Podunajské nížiny. Na opačném konci oblast uzavírá masív Braniska mezi Spišskou Novou Vsí a Prešovem.
Oblast zahrnuje nejvyšší slovenská pohoří včetně Tater. Příroda na jejím území je chráněna řadou chráněných krajinných oblastí a několika národními parky (Malá Fatra, Veľká Fatra, Nízke Tatry, Tatranský národný park).

## Podcelky
- 1.1.1.2.1. Malé Karpaty (Kleine Karpaten)
- 1.1.1.2.2. Povážský Inovec
- 1.1.1.2.3. Tribeč
- 1.1.1.2.4. Strážovské vrchy
- 1.1.1.2.5. Žiar
- 1.1.1.2.6. Malá Fatra
- 1.1.1.2.7. Velká Fatra
- 1.1.1.2.8. Súľovské vrchy
- 1.1.1.2.9. Starohorské vrchy
- 1.1.1.2.10. Chočské vrchy
- 1.1.1.2.11. Tatry
- 1.1.1.2.12. Nízké Tatry
- 1.1.1.2.13. Kozí hřbety
- 1.1.1.2.14. Branisko
- 1.1.1.2.15. Žilinská kotlina
- 1.1.1.2.16. Hornonitranská kotlina
- 1.1.1.2.17. Turčianská kotlina
- 1.1.1.2.18. Podtatranská kotlina
- 1.1.1.2.19. Hornádská kotlina
- 1.1.1.2.20. Horehronské podolí